# Isopterygium perchlorosum
Isopterygium perchlorosum är en bladmossart som beskrevs av Brotherus 1929. Isopterygium perchlorosum ingår i släktet Isopterygium och familjen Hypnaceae. Inga underarter finns listade i Catalogue of Life.